# Florentin
Florentin ist ein männlicher Vorname.

## Herkunft und Bedeutung
Florentin ist eine Variante des lateinischen Namens Florentinus, der seinerseits auf den Namen Florentius zurückgeht. Dieser Name wird von der Vokabel florens „blühend“ abgeleitet.

## Varianten

### Männliche Varianten
- Französisch: Florent
- Italienisch: Fiorenzo
  - Latein: Florentius, Florentinus
- Niederländisch: Floris
- Polnisch: Florentyn
- Portugiesisch: Florêncio
- Spanisch: Florencio, Florentino

### Weibliche Varianten
- Deutsch: Florentina, Florentine
- Englisch: Florence
- Französisch: Florence, Florentine
- Italienisch: Fiorenza
  - Latein: Florentia
- Polnisch: Florentyna
- Portugiesisch: Florência
- Rumänisch: Florentina
- Spanisch: Florencia

## Namenstag
Der Namenstag von Florentin wird in Frankreich am 24. Oktober gefeiert.

## Namensträger (Auswahl)
Florentin
- Florentin von Sitten, († um 406 ?), katholischer Heiliger und Bischof
- Florentin Crihălmeanu (1959–2021), rumänischer griechisch-katholischer Bischof
- Florentin Dumitru (* 1977), rumänischer Fußballspieler
- Florentin Durand (* 1982), französischer Skispringer
- Florentin Groll (* 1945). österreichischer Schauspieler, Sprecher und Theaterregisseur
- Florentin Nicolae (* 1981), rumänischer Skirennläufer
- Florentin Pandele (* 1961), rumänischer Politiker
- Florentin Petre (* 1976), rumänischer Fußballspieler und -trainer
- Florentin Pogba (* 1990), guineischer Fußballspieler
- Florentin zu Salm-Salm (1786–1846), Fürst
- Florentin Smarandache (* 1954), rumänisch-amerikanischer Künstler und Autor
- Florentin Will (* 1991), deutscher Schauspieler und Komiker

Florentino
- Florentino (Fußballspieler) (* 1999), portugiesisch-angolanischer Fußballspieler
- Florentino Ameghino (1853–1911), argentinischer Zoologe, Paläontologe, Geologe und Anthropologe
- Florentino Ávidos (1870–1956), brasilianischer Ingenieur und Politiker
- Florentino Castellanos (1809–1866), uruguayischer Politiker und Jurist
- Florentino Galang Lavarias (* 1957), philippinischer katholischer Erzbischof von San Fernando
- Florentino Guimaraens (1894–1959), uruguayischer Politiker
- Florentino López (* 1934), spanischer Fußballtorhüter
- Florentino Pérez (* 1947), spanischer Unternehmer, Fußballfunktionär und Politiker
- Florentino Quintanar (* 1934), mexikanischer Fußballspieler